# Dave Carey (Musiker, 1926)
David Aaron „Dave“ Carey (* 14. Februar 1926 in Pittsburgh; † 8. April 2019) war ein US-amerikanischer Orchester-, Jazz- und Studiomusiker (Perkussion, auch Vibraphon, Piano, Arrangement, Komposition).

## Leben und Wirken
Careys Mutter war Theaterpianistin, sein Vater Bühnenarbeiter. Als Wunderkind und autodidaktisch begann er zunächst Schlagzeug zu spielen; bereits mit fünf Jahren trat er im Loews Penn Theater in Pittsburgh auf. Nach Ableistung seines Militärdienstes bei der US-Marine im Zweiten Weltkrieg studierte er von 1950 bis 1952 Piano am Pittsburgh Musical Institute an der University of Pittsburgh. 1954 zog er mit seiner Familie nach New York und setzte sein Studium an der Manhattan School of Music fort; Unterricht hatte er außerdem bei Eddie Sauter und Lennie Tristano, später auch bei Walter Rosenberger.

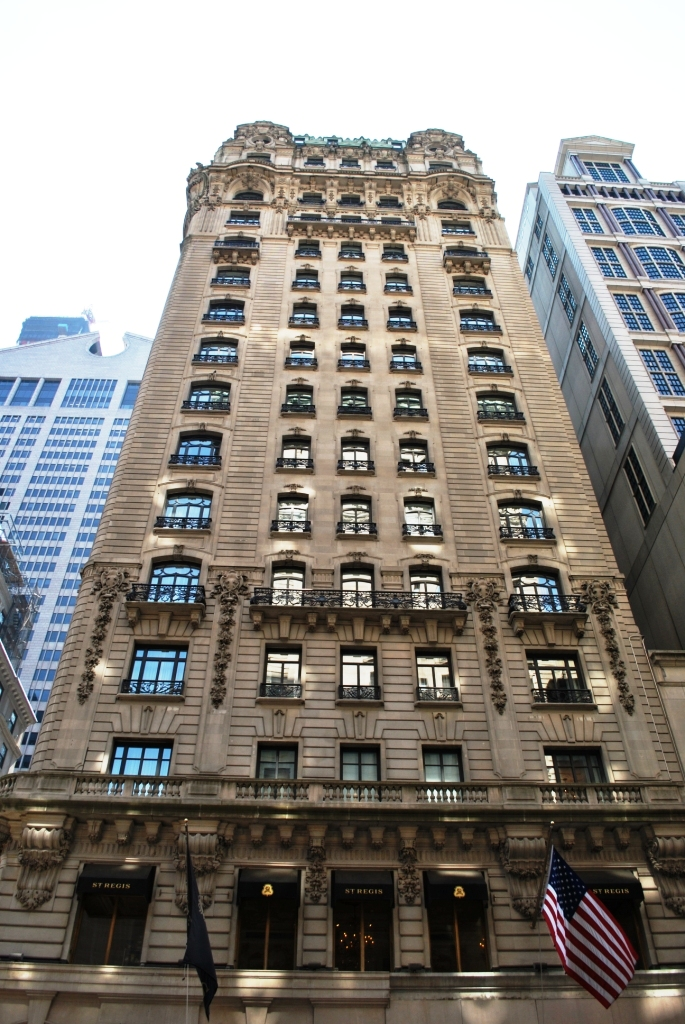
Das St. Regis Hotel in New York City

Daneben trat Carey als Pianist in Nachtclubs auf wie im Hotel Pierre und im Maisonette Room des  St. Regis Hotel an der  East 55th Street. Mehrere Jahre lang war Carey auch im Fernsehen zu sehen, wie er ausgezeichnete Klaviere in der Show The Price Is Right vorführte, die von einem anderen ehemaligen Pittsburgher, Bill Cullen, moderiert wurde. Vom Fernsehen wechselte Carey in den 1960er-Jahren in die Aufnahmestudios von NBC und kehrte zur Perkussion zurück, um zu einem der meistbeschäftigten Session-Spieler in New York City zu werden. Auch arbeitete er am Broadway.
In den folgenden 40 Jahren wirkte er als Studiomusiker an Aufnahmen bekannter Musiker und Sänger mit, so bei Bill Evans & Claus Ogerman, Tony Bennett, Frank Sinatra, Roberta Flack (Feel Like Makin’ Love), Ralph MacDonald, Ray Charles, Ringo Starr, Van McCoy, Leon Pendarvis, J. J. Johnson & Al Grey (Things Are Getting Better All the Time), Meco Menardo, Richard Tee, The Four Seasons, Laura Nyro ( Eli and the Thirteenth Confession, 1968), Mandy Patinkin und Ashford & Simpson.
Unter eigenem Namen legte Carey mehrere Alben vor, die er auch produzierte und arrangierte, wie Jazz for Bach Buffs, Bandwagon Plus Two und The Song and Dance Man. Als Komponist war er für eine Reihe von Werken verantwortlich, darunter seine Suite for Xylophone and Orchestra. Im Bereich des Jazz war er zwischen ca. 1966 und 2003 an 31 Aufnahmesessions beteiligt, u. a. mit Doc Severinsen (Swinging and Singing, 1967), dem Brass Choir & Warren Kime, Toots Thielemans, Harold Vick, Moondog, Herbie Hancock, David „Fathead“ Newman, Randy Crawford, Marlena Shaw, Stanley Turrentine, Helen Merrill, Cleo Laine, Bob Dorough, Frank Sinatra Jr. und Dick Hyman.

## Diskographische Hinweise
- Dave Carey Quintet Plays the Score from Bandwagon Plus 2 (Laurie Records, 1959), mit Howard Collins, Ray Mosca
- The Song and Dance Man (1960), mit Don Meehan[4]
- The Baroque Jazz Ensemble / Johann Sebastian Bach: Hits from 1722 (Polydor, 1964, in den USA als Jazz for Bach Buffs bei Realm Records), mit Lew Gluckin, John Murtaugh, Barry Galbraith, John Beal and Maurice Mark